# 渥美昭夫
渥美 昭夫（あつみ あきお、1927年4月29日 - 1995年4月25日）は、日本のアメリカ文学者、翻訳家。
元鹿島建設（鹿島）名誉会長の渥美健夫は兄、小説家の田畑麦彦は義兄（妻の兄）。
実業家渥美育郎の子として東京に生まれる。東京大学英文科卒、ミシガン大学に留学。1956年より学習院大学助教授、1967年より東京工業大学助教授、1969年より学習院大学教授を務めた。
J・D・サリンジャー、F・スコット・フィッツジェラルドなどを翻訳、研究した。
1995年4月25日、骨髄異形成症候群のため死去。

## 共編
- 『サリンジャーの世界』（井上謙治共編、荒地出版社） 1969

## 翻訳
- 『東洋のある河のほとりの物語』（ジョウゼフ・コンラッド、鹿島研究所出版会） 1964
- 『20世紀英米小説論 伝統と夢』（ウオルター・アレン、渥美桂子共訳、鹿島研究所出版会） 1967
- 『若者たち 短編集 第1』（サリンジャー、刈田元司共訳、荒地出版社、サリンジャー選集2） 1968
- 『倒錯の森 短編集 第2』（サリンジャー、刈田元司共訳、荒地出版社、サリンジャー選集3） 1968
- 『絶望からの文学』（ハワード・M・ハーパー、井上謙治共訳、荒地出版社） 1969.7
- 『資産家』（ゴールズワージー、主婦の友社、ノーベル賞文学全集6） 1971
- 『消えゆくアメリカ人の帰還』（レスリー・A・フィードラー、酒本雅之共訳、新潮社、アメリカ文学の原型3） 1972
- 『結婚式のメンバー』（マッカラーズ、中央公論社） 1972
- 『青春』（ウラジーミル・ナボコフ、新潮社） 1974
- 『哀しい酒場の歌・ほか』（マッカラーズ、主婦の友社、キリスト教文学の世界21） 1977.10
- 『J・D・サリンジャー』（サリンジャー、冬樹社、アメリカ文学作家論選書） 1977.2
- 『ジャズ・エイジの物語』（フィッツジェラルド、井上謙治共訳、荒地出版社） 1981.5
- 『すべて悲しき若者たち』（フィッツジェラルド、井上謙治共訳、荒地出版社） 1981.7
- 『崩壊』（フィッツジェラルド、共訳、荒地出版社） 1981.10